# Vilém Neville (1. hrabě z Kentu)
Vilém Neville, 1. hrabě z Kentu (asi 1410 – 9. ledna 1463) a de jure 6. baron z Fauconbergu, byl anglický šlechtic a vojevůdce, který se zapojil do války růží.

## Mládí
Vilém se narodil asi roku 1410 jako druhý syn Ralfa Neville, hraběte z Westmorlandu, a jeho ženy Jany Beaufortové. Ta byla legitimizovanou dcerou Jana z Gentu, vévody z Lancasteru, a Kateřiny Swynfordové. Jan byl třetím synem Eduarda III. a Filipy z Hainault. Vilém sice byl pravnukem Eduarda III., ale podmínkou legitimizace potomků Jana z Gentu bylo vyloučení jejich nástupnického práva na trůn.
Vilém se oženil s dědičkou rodu Fauconbergů a získal titul lorda z Fauconbergu. Svatba se konala někdy před rokem 1422. Panství Fauconbergů se, podobně jako panství rodiny Neville, nacházela v Yorkshire.

## Počáteční kariéra
Zdá se, že v prvním období vlády Jindřicha VI. absolvoval běžnou vojenskou kariéru. Roku 1426 byl pasován na rytíře a roku 1435 sloužil ve skotském pohraničí. Roku 1436 sloužil s Richardem Plantagenetem, vévodou z Yorku ve Francii a do roku 1439 byl polním velitelem.
Do Anglie se vrátil roku 1443 a v březnu se stal velitelem hradu Roxburgh. Tato funkce obnášela roční příjem 1000 liber. Nicméně roku 1449 se vrátil do Francie jako součást diplomatické delegace a v květnu 1449 byl v Normandii zajat. V zajetí strávil dva roky, než byl roku 1453 vyplacen.

## Změna strany
Do té doby byl Vilém oddaným příznivcem rodu Lancasterů. Nicméně v následujících dvou letech začal měnit názor. Stal se členem rady Richarda z Yorku v době, kdy Jindřich VI. procházel druhým obdobím záchvatu duševní poruchy. I když v první bitvě u St Albans stál na straně Lancasterů, po ní byl Yorkem jmenován velitelem hradu Windsor. Není zcela jasné, co ho přivedlo na stranu Yorků. Jako člen rodiny Neville měl pro to dobrý důvod, protože Richard z Yorku byl jeho švagr. Richard Neville, hrabě z Warwicku se v té době dostával na výsluní moci a Fauconberg s ním byl po následujících pět let v úzkém kontaktu.
Fauconberg v letech 1455 – 1460 konsolidoval svou pozici v táboře Yorků a jako Warwickův spojenec zvětšil svůj vliv. Roku 1457 se připojil k Warwickovi, který byl tehdy velitelem Calais. Ten využíval toto město jako svou vojenskou základnu. Fauconberg byl roku 1458 zpět v Anglii a krátce uvězněn, ale byl Warwickem osvobozen a vrátil se zpět do Calais.

## Yorský velitel
Po porážce Yorků u Ludfordu pomáhal Warwickovi získat zpět kontrolu nad Calais. V červnu 1460 vytvořil odrazový můstek pro invazi Yorků do Anglie tím, že dobyl Sandwich. Tento přístav byl využit jako předmostí a 26. června se k němu připojil Eduard (nejstarší syn Richarda z Yorku a pozdější král Eduard IV.), Richard Neville, hrabě ze Salisbury (jeho starší bratr) a Warwick. Na počátku července všichni dorazili do Londýna a krátce nato vyrazili s vojskem čítajícím asi 10000 mužů na sever proti vojsku Jindřicha VI., s jehož armádou se střetli v bitvě u Northamptonu. V této bitvě Fauconberg velel pravému křídlu Yorského vojska.
Po vítězství u Northamptonu se Fauconberg vrátil do Calais. Proto, že Warwick zůstal v Anglii, působil zde jako velitel města. Vyhnul se tak porážce Yorků v bitvě u Wakefieldu a druhé bitvě u St Albans. Na počátku roku 1461 se vrátil do Anglie a přidal se k nově korunovanému králi Eduadru IV. 11. března vyrazil z Londýna na sever proti Lancasterům, které Yorkové porazili v bitvě u Towtonu. Toto vítězství znamenalo potlačení Lancasterského odporu na několik let.

## Odměna za vítězství
Odměnou za podíl na vítězství Yorků byl Vilém jmenován členem královské rady a jmenován velitelem severní části země. 1. listopadu byl jmenován hrabětem z Kentu a správcem královského domu. V červenci 1462 byl jmenován admirálem a v srpnu téhož roku mu bylo darováno 46 panství v západní části země.
Eduard IV na něho velmi spoléhal ve válečných záležitostech. Po Towtonu se účastnil upevnění královské moci v Northumberlandu. Velel posádce 120 mužů v Newcastlu a v listopadu 1461 se účastnil při obléhání Alnwicku. Mezitím odcestoval do Calais, napadl bretaňské pobřeží, vypálil Le Conquet poblíž Brestu a napadl Ile de Re.
Zemřel 9. ledna 1463 a byl pohřben v Guisburském převorství v centru jeho panství Fauconberg. Jeho žena zemřela roku 1490. Vilém měl tři dcery a jednoho nelegitimního syna Thomase, známého také jako Bastard Fauncomberg. Vilém byl podceňovanou postavou v období vzestupu moci Yorků. Byl ale daleko úspěšnějším vojenským velitelem než známější Warwick.